# The Canterbury Tales (minissérie)
The Canterbury Tales é uma minissérie britânica de 2003 exibida originalmente pela BBC One e baseada na coleção Os Contos de Cantuária de Geoffrey Chaucer.